# Anders Thomsen (politiker)
 Der er flere personer med dette navn, se Anders Thomsen.
Anders Thomsen (født 14. september 1842 i Nørby ved Ringkøbing, død 11. juli 1920 i Kristrup) var en dansk lærer og politiker.
Han var søn af gårdejer Th. Christensen, var vinterlærer i Vestjylland 1857-61, tog skolelærereksamen i Ranum 1864, var hjælpelærer i Kelstrup-Brund 1864-67, lærer i Havbro 1867-1903, ejer af en gård i Holme, Farsø Sogn til 1903. Han var derefter tiendekommissær, medstifter af Sparekassen for Aars og Omegn 1871 og kredsforstander i den Wistoffske Brandforsikring.
Thomsen var Folketingsmand for Aarskredsen fra 1892 (Venstrereformpartiet); 2. viceformand i Folketinget 1901, formand 1905; medlem af Forsvarskommissionen 1902-08 (fra 1906-08 formand), statsrevisor, medlem af Christiansborg Slots byggeudvalg samt medlem af Landstinget og dettes formand 1914-20. Han var Ridder af Dannebrog.